# Marion Gindhart
Marion Gindhart (* 1970 in Dillingen an der Donau) ist eine deutsche Altphilologin und neulateinische Philologin.

## Leben
Nach dem Abitur am Johann-Michael-Sailer-Gymnasium Dillingen 1989 studierte sie von 1990 bis 1996 Klassische Philologie (insbesondere Latein), Klassische Archäologie und Alte Geschichte an der Universität Augsburg. Von 1991 bis 1997 war sie Mitarbeiterin bei Jochen Brüning am Institut für Europäische Kulturgeschichte Augsburg im Projekt Erschließung der astronomischen und mathematischen Literatur der Staats- und Stadtbibliothek Augsburg, der Oettingen-Wallersteinschen Bibliothek und der Studienbibliothek Dillingen. Vollbeschäftigte wissenschaftliche Mitarbeiterin am Fach Klassische Philologie der Universität Augsburg war sie 1997 bis 1999 bei Marion Lausberg. Als Stipendiatin forschte sie von 1999 bis 2002 am Graduiertenkolleg Wissensfelder der Neuzeit der Universität Augsburg. Im Rahmen des Frauenprogrammes der Universität Augsburg wurde sie als Stipendiatin von 2002 bis 2003 gefördert. Von 2000 bis 2003 wirkte sie als Lehrbeauftragte an den Universitäten Augsburg und Würzburg im Fach Klassische Philologie.
Nach dem Abschluss der Promotion 2004 an der Universität Augsburg im Fach Klassische Philologie mit der Dissertation Das Kometenjahr 1618. Untersuchungen zur Rezeption, Vermittlung und Instrumentalisierung antiken und zeitgenössischen Wissens in der frühneuzeitlichen Kometenliteratur des deutschsprachigen Raumes wirkte sie von 2005 bis 2008 als Lehrbeauftragte der Philosophischen Fakultät der Universität Kiel. Bei Wilhelm Blümer war sie vom Sommersemester 2008 bis zum Sommersemester 2010 wissenschaftliche Mitarbeiterin am Seminar für Klassische Philologie der Johannes Gutenberg-Universität Mainz. Von Wintersemester 2010/2011 bis Sommersemester 2016 war sie Juniorprofessorin und Vertreterin des Arbeitsbereichs Paradigma Alte Welt an der Johannes Gutenberg-Universität Mainz. Seit 2017 ist sie Mitarbeiterin und wissenschaftliche Koordinatorin im DFG-Projekt Opera Camerarii an der Universität Würzburg und Mitglied im Wissenschaftlichen Beirat der Reihe Lingua Academica. Beiträge zur Erforschung historischer Gelehrten- und Wissenschaftssprachen. Im Februar 2017 wurde sie zur außerplanmäßigen Professorin der Johannes Gutenberg-Universität Mainz ernannt.
Ihre Forschungsschwerpunkte sind Wissensliteratur der Antike und der Frühen Neuzeit, diskursive Formungen von Naturphänomenen, Rezeption paganer Autoren im Mittelalter, frühneuzeitliche Antikenübersetzungen, frühneuzeitliche Disputationskultur, Intermedialität und Paratextualität sowie historische Narratologie.

## Schriften
- Das Kometenjahr 1618. Antikes und zeitgenössisches Wissen in der frühneuzeitlichen Kometenliteratur des deutschsprachigen Raumes (= Wissensliteratur im Mittelalter. Band 44). Reichert, Wiesbaden 2006, ISBN 3-89500-487-1 (zugleich Dissertation, Augsburg 2003).
- als Herausgeber mit Ursula Kundert: Disputatio (1200–1800). Form, Funktion und Wirkung eines Leitmediums universitärer Wissenskultur (= Trends in Medieval Philology. Band 20). de Gruyter, Berlin u. a. 2010, ISBN 978-3-11-022710-9.
- als Herausgeber mit Hanspeter Marti und Robert Seidel: Frühneuzeitliche Disputationen. Polyvalente Produktionsapparate gelehrten Wissens. Böhlau, Köln u. a. 2016, ISBN 3-412-50330-4.
- als Herausgeber mit Tanja Pommerening: Anfang und Ende. Vormoderne Szenarien von Weltentstehung und Weltuntergang (= Zaberns Bildbände zur Archäologie). Zabern, Darmstadt 2016, ISBN 3-8053-5032-5.